# Fernandoz
Fernandoz var ett dansband i Sverige som bildades 1986 i Vitsand utanför Torsby. Bandets första större framgång var 1991 då de låg på första plats på Värmlandstoppen med melodin "Jag vet att jag vill ha dig". Bandet blev svenska dansbandsmästare 1993, och medverkade den 25 september samma år i det populära tv-programmet Bingolotto, därefter har de medverkat i programmet ytterligare sju gånger. På Svensktoppen har bandet haft flera hitlåtar, till de mer kända hör "Guld och gröna skogar", "En dag den sommaren", "När ett hjärta har älskat" med flera. Fernandoz har också medverkat vid tre tillfällen i TV4:s musiktävling för dansband "Dansbandslåten", med en 2:a placering som bäst. 2008 vann bandets dåvarande gitarrist Conny Ohlson och bandets sångare Anders Nordlund varsin guldklav vid dansbandsbranschens egen grammisgala "Guldklavengalan" för sina insatser och framgångar.
Bandets stil och sound har starka influenser från countrymusiken, men även från 1970-talet som var en mycket stilbildande period för dansbandsmusiken. Mogen stil med "fart, fläkt & sväng", lite humor och gärna en låt med stark Värmlandsanknytning på varje album kännetecknar också detta dansband. Fernandoz var även populära på finlandssvenska orter och bandets sista spelning i Finland var på Fagerö Folkpark i Rangsby i september 2024. Även Git Perssons allra sista framträdande med Fernandoz var på Fagerö Folkpark i augusti 2009.
Bandets sista spelning var på nyårsafton 2024. Vid Grammisgalan 2025 utsågs de till Årets dansband.

## Nuvarande medlemmar
- Simon Åhs - Trummor, sång
- John Bohlin - Gitarr
- Anders Nordlund - Solosång, bas, gitarr, dragspel
- Kevin Björk Nordlund - Keyboard, dragspel, sång

## Tidigare medlemmar
- Stefan Olsson - Gitarr (1986–1997)
- Erik Strandberg - Keyboard/dragspel (1986–1990)
- Peter Stolpe - Bas (1986–1990)
- Lars "i vika" Olsson - Trummor/sång (1986–1990)
- Christer Strandberg - Sång/gitarr (1986–1987)
- Lars-Inge Bergström - Sång/gitarr (1987–1989)
- Karl-Olof Werner - Saxofon/gitarr/sång (1989–2004)
- Per-Olov Olsson - Keyboard/dragspel/saxofon/sång (1991–1998)
- Martin Säfström - Trummor/sång (1991–1992)
- Mikael Kvarnlöv - Trummor (1992–1998)
- Kenneth Herrgård - Keyboard/dragspel/saxofon/sång (1998–2007)
- Peter Månsson - Trummor (1998–2001)
- J-O Ekström - Trummor/sång (2001–2002)
- Robert Eriksson - Trummor (2002–2003)
- Mattias Berghorn - Trummor/sång (2003–2005)
- Göran Landberg - Trummor/sång (2005–2006)
- Conny Haglund - Keyboard (2007–2008)
- Git Persson - Sång/dragspel (2007–2009)
- Svante Gustavsson - Keyboard/dragspel/sång (2009–2010)
- Conny Ohlson - Gitarr/steelguitar (1997–2011)
- Conny Falk - Trummor/sång (2006–2011)
- Tom Manninen - Saxofon/gitarr/sång (2004–2015)
- Kevin Björk Nordlund - Keyboard/dragspel/sång (2010–2016)
- Karl-Olof Werner - Saxofon/gitarr/sång (2016–2019)

## Diskografi

### Studioalbum
Bandet har under årens lopp noterats för framgångar på den svenska albumlistan.
- Dina ögon svarar ja - 1995
- Ett enda minne - 1997
- Guld och gröna skogar - 1999
- Tomma löften - 2001
- Vem får din kärlek i natt - 2003
- Minnenas allé - 2005
- En helt ny dag - 2008
- På väg igen - 2009
- Se mig i ögonen - 2011
- Home Sweet Home - 2013
- En bättre man - 2014
- Country Classics - 2016
- Livet - 2019

### Samlingsalbum
- Mitt liv med dig - 1995
- När ett hjärta har älskat - 1998
- En dag den sommaren - 2002
- Maria Therese - 2006
- Mest av allt - Fernandoz bästa låtar - 2008
- Upp till dans 11 (Expressens dansbandssatsning 2009) - 2009
- Publikens Favoriter - 2017

### Singlar
- Jag vill ha dig/Stand by Me/Café Nostalgi/What a Wonderful World - 1993
- Radio Luxemburg/Elvis Medley - 1993
- Våga tro på kärleken/The Great Pretender/Härliga lördag - 1994
- Dina ögon svarar ja/Det är dig jag tänker på - 1994
- När alla vindarna vänder/Stuck on You - 1996
- Störst av allt är kärleken/I kväll så ska det hända - 2000
- Tomma löften/Far och son i okänt land - 2001
- Stjärnor ska tändas i natt/Rock'N'Roll Crazy - 2001
- Vem får din kärlek i natt/I natt jag drömde - 2003
- Det snöar i Värmland (Julsingel) - 2016

## Melodier på Svensktoppen
- Dina ögon svarar ja (1995)
- Mitt liv med dej med Christina Lindberg (1995)
- När alla vindarna vänder (1997)
- När ett hjärta har älskat (1997)
- Guld och gröna skogar (1998-1999)
- En dag den sommaren (1999)
- Midnight Rendez-Vous (1999)
- Störst av allt är kärleken (2000)
- Tomma löften (2001)
- Stjärnor ska tändas i natt (2002)

### Testades på Svensktoppen men missade listan
- Våga tro på kärleken (1994)
- Livets källa (1997)
- En helt ny dag (2008)